# Hans Bronsart von Schellendorf

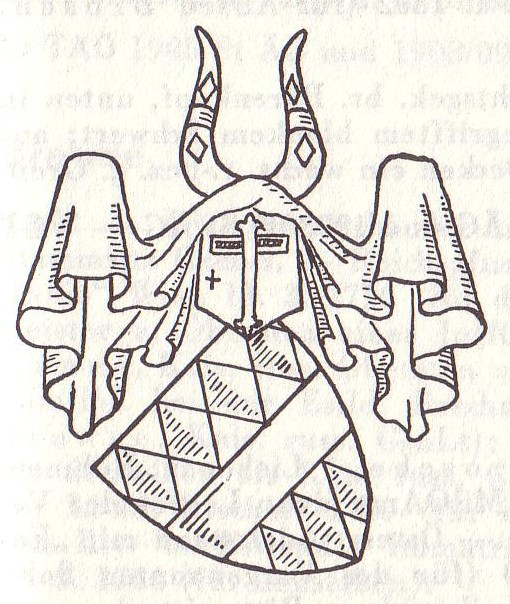
Släkten Bronsart von Schellendorffs familjevapen

Hans Bronsart von Schellendorf (även stavat Schellendorff), född 11 februari 1830 och död 3 november 1913, var en tysk pianist, dirigent, tonsättare och teaterintendent.
Bronsart von Schellendorf var lärjunge till Siegfried Dehn i musikteori och till Franz Liszt i piano, och gav konserter i Frankrike, Ryssland och Tyskland. Han stod i ett gott förhållande till Liszt och spelade solostämman i hans andra pianokonsert vid uruppförandet i Weimar 1857, med tonsättaren som dirigent. Konserten kom också att tillägnas Bronsart von Schellendorf. Efter studierna för Liszt, verkade han som kapellmästare i Leipzig. Han efterträdde Hans von Bülow som dirigent för Gesellschaft der Musikfreunde i Berlin. Bronsart von Schellendorf blev 1867 intendent vid Kungliga Teatern i Hannover och var från 1887 till sin pensionering 1895 generalintendent för hovteatern i Weimar.
Han är känd som tonsättare till piano- och orkesterkompositioner, bland annat till en pianokonstert i fiss-moll och körsymfonien In den Alpen, en symfoni i C-moll - Schicksalsgewalten, den symfoniska dikten Manfred, och orkesterverket Frühlingsphantasie.
Hans andra hustru var Ingeborg Bronsart von Schellendorf (född Starck) (1840-1913), även hon kompositör. De gifte sig år 1861. Bror till militärerna Paul Bronsart von Schellendorff och Walther Bronsart von Schellendorff.